# Bartramia erwinii
Bartramia erwinii är en bladmossart som beskrevs av R. Brown ter 1900. Bartramia erwinii ingår i släktet äppelmossor, och familjen Bartramiaceae. Inga underarter finns listade i Catalogue of Life.